# Гвианская Амазония
Национальный парк Гвианская Амазония (фр. Parc amazonien de Guyane) — самый большой национальный парк Франции, расположен во Французской Гвиане. Площадь парка — 33,9 тысячи кв.км. Образован 27 февраля 2007 года.
В парк не ведут никакие дороги, и доступ в него возможен либо воздушным, либо водным путём.

## История
Проект парка был подготовлен после того, как в 1992 году во время встречи на высшем уровне по проблемам планеты Земля в Рио-де-Жанейро было подписано межправительственное соглашение. В 1993 году было принято решение об организации парка, а в 1995 году подготовлен первый проект. Этот проект был отклонён в декабре 1997 года. 21 июня 1998 года вступило в силу соглашение, признающее права коренного населения, жившего в пределах планируемого парка. Окончательный проект был представлен в 2006 году и утверждён в феврале 2007 года.

## География
20 300 кв. км. территории парка находятся под максимальной защитой; там запрещена любая добыча полезных ископаемых, в том числе золота в руслах рек. Оставшаяся территория парка принадлежит индейским народам вайяна, текос и марипасула; там действуют менее жёсткие ограничения.
Парк целиком находится в природной зоне тропического леса.
На границе с Бразилией парк Гвианская Амазония соединяется с национальным парком Монтаньяс-ду-Тумукумаке площадью 38 тысяч кв. км.